# Мајата
Мајата (рус. Маята) река је на северозападу европског дела Руске Федерације. Протиче преко територија Крестечког и Парфинског рејона у централним деловима Новгородске области и јужна је притока језера Иљмењ, те део басена реке Волхов и Балтичког мора.
Укупна дужина водотока је 41 километар, док је површина сливног подручја 173 km². Најважнија притока је река Неденка која се улива на свега километар узводно од ушћа Мајате у Иљмењ.